# Euclystis ghilianii
Euclystis ghilianii là một loài bướm đêm trong họ Erebidae.